# Liste der Abgeordneten zum Galizischen Landtag (IX. Wahlperiode)
Diese Liste der Abgeordneten zum Galizischen Landtag (IX. Wahlperiode) listet alle Abgeordneten zum Galizischen Landtag des Kronlandes Galizien und Lodomerien in der IX. Wahlperiode auf. Die Wahlperiode reichte von 1908 bis 1913.

## Landtagsabgeordnete
Die Tabelle enthält im Einzelnen folgende Informationen:
| Name:        | Name des Abgeordneten |
| Wahlklasse:  | Die dem Klassenwahlrecht entsprechende Wahlklasse bzw. Kurie: I. Wahlklasse = Virilstimme (Bischöfe und Rektoren); II: Adelige des Großen Grundbesitzes; III: Handels- und Gewerbekammer; IV: Zensuswahlklasse unterteilt nach Städten/Orten bzw. Landgemeinden; |
| Region:      | Die im Wahlbezirk enthaltenen Städte bzw. Gerichtsbezirke (Landgemeindewahlbezirke) |
| Anmerkungen: | Veränderungen während der Periode durch Tod, Mandatsverzicht oder spätere Angelobung |

| Name                              | Wahlklasse                 | Region                                         | Anmerkung                                                             |
| --------------------------------- | -------------------------- | ---------------------------------------------- | --------------------------------------------------------------------- |
| Adam Ernest                       | Städte                     | 1. Wahlkreis Lemberg                           |                                                                       |
| Badeni Kazimierz                  | Großgrundbesitz            | 4. Wahlkreis Złoczów                           | starb am 9. Juli 1909                                                 |
| Badeni Stanisław                  | Landgemeinden              | 30. Wahlkreis Buczacz                          |                                                                       |
| Badeni Stanisław                  | Landgemeinden              | 43. Wahlkreis Kamionka Strumiłowa              | starb am 12. Oktober 1912                                             |
| Bandrowski Ernest                 | Städte                     | 2. Wahlkreis Krakau                            |                                                                       |
| Battaglia Roger                   | Städte                     | 1. Wahlkreis Lemberg                           |                                                                       |
| Baworowski Jerzy                  | Landgemeinden              | 40. Wahlkreis Trembowla                        |                                                                       |
| Beck Adolf                        | Virilstimme                | Rektor der Universität Lemberg                 | in den Jahren 1912–1913                                               |
| Bednarski Jan                     | Landgemeinden              | 64. Wahlkreis Nowy Targ                        |                                                                       |
| Bernadzikowski Szymon             | Landgemeinden              | 52. Wahlkreis Brzesko                          |                                                                       |
| Biberstein-Starowieyski Stanisław | Großgrundbesitz            | 8. Wahlkreis Sanok                             | Am 18. Juni 1909 zum Nachfolger von Jan Trzecieski gewählt            |
| Bilczewski Józef                  | Virilstimme                | römisch-katholischer Erzbischof von Lemberg    |                                                                       |
| Biliński Leon                     | Städte                     | 4. Wahlkreis Stanisławów                       |                                                                       |
| Bis Jan                           | Landgemeinden              | 60. Wahlkreis Nisko                            | folgte 1910 Klemens Kostheim nach                                     |
| Bobrzyński Michał                 | Großgrundbesitz            | 1. Wahlkreis Krakau                            |                                                                       |
| Bojko Jakub                       | Landgemeinden              | 67. Wahlkreis Dąbrowa                          |                                                                       |
| Brunicki Julian                   | Großgrundbesitz            | 13. Wahlkreis Stryj                            |                                                                       |
| Brunicki Adolf                    | Landgemeinden              | 2. Wahlkreis Gródek                            |                                                                       |
| Brykczyński Stanisław             | Großgrundbesitz            | 14. Wahlkreis Stanisławów                      | starb 1912                                                            |
| Chomyszyn Grzegorz                | Virilstimme                | griechisch-katholischer Bischof von Stanislau  |                                                                       |
| Cielecki Zaremba Artur            | Landgemeinden              | 9. Wahlkreis Czortków                          |                                                                       |
| Cieluch Jan                       | Landgemeinden              | 63. Wahlkreis Stary Sącz, Krynica              |                                                                       |
| Cieński Leszek                    | Großgrundbesitz            | 15. Wahlkreis Kolomyia                         | starb am 29. Jänner 1913                                              |
| Cieński Tadeusz                   | Landgemeinden              | 7. Wahlkreis Zaleszczyki                       |                                                                       |
| Cipser Stefan                     | Landgemeinden              | 34. Wahlkreis Dolina                           |                                                                       |
| Ciuchciński Stanisław             | Städte                     | 1. Wahlkreis Lemberg                           | starb 1912                                                            |
| Czarkowski-Golejewski Tadeusz     | Landgemeinden              | 8. Wahlkreis Borszczów                         |                                                                       |
| Czartoryski Witold                | Landgemeinden              | 16. Wahlkreis Jaroslaw                         |                                                                       |
| Czaykowski Władysław              | Landgemeinden              | 26. Wahlkreis Dobromil                         |                                                                       |
| Czaykowski Władysław Wiktor       | Großgrundbesitz            | 14. Wahlkreis Stanisławów                      | folgte 1910 Wojciech Dzieduszycki nach, trat 1912 zurück              |
| Czechowicz Konstanty              | Virilstimme                | griechisch-katholischer Bischof von Przemyśl   |                                                                       |
| Czecz de Lindenwald Karol         | Großgrundbesitz            | 1. Wahlkreis Krakau                            | starb 1910                                                            |
| Dąmbski Stanisław                 | Großgrundbesitz            | 12. Wahlkreis Rzeszów                          |                                                                       |
| Dembiński Bronisław               | Virilstimme                | Rektor der Universität Lemberg                 | im Jahr 1908                                                          |
| Dembowski Ignacy                  | Großgrundbesitz            | 3. Wahlkreis Przemyśl                          |                                                                       |
| Długosz Władysław                 | Landgemeinden              | 55. Wahlkreis Gorlice                          |                                                                       |
| Doliński Franciszek               | Städte                     | 3. Wahlkreis Przemysl                          |                                                                       |
| Dudykiewicz Włodzimierz           | Landgemeinden              | 42. Wahlkreis Brody                            |                                                                       |
| Dulęba Władysław                  | Städte                     | 14. Wahlkreis Stryj                            | wurde am 3. September 1909 als Nachfolger von Filip Fruchtman gewählt |
| Dumka Paweł                       | Landgemeinden              | 37. Wahlkreis Tarnopol                         |                                                                       |
| Dzieduszycki Wojciech             | Großgrundbesitz            | 14. Wahlkreis Stanisławów                      | starb am 23. März 1909                                                |
| Federowicz Jan                    | Städte                     | 2. Wahlkreis Krakau                            |                                                                       |
| Fiedler Tadeusz                   | Virilstimme                | Technische Akademie Lemberg                    | im Jahr 1912                                                          |
| Fierich Franciszek                | Virilstimme                | Jagiellonen-Universität                        | in den Jahren 1908–1909                                               |
| Finkel Ludwik                     | Virilstimme                | Rektor der Universität Lemberg                 | im Jahr 1912                                                          |
| Fruchtman Filip                   | Städte                     | 14. Wahlkreis Stryj                            | starb 1909                                                            |
| Garapich Michał                   | Großgrundbesitz            | 7. Wahlkreis Ternopil                          |                                                                       |
| German Ludomił                    | Städte                     | 18. Wahlkreis Gorlice, Jasio                   |                                                                       |
| Głąbiński Stanisław               | Städte                     | 1. Wahlkreis Lemberg                           |                                                                       |
| Głębocki Władysław                | Großgrundbesitz            | 11. Wahlkreis Sadec                            | starb 1909                                                            |
| Gniewosz Władysław                | Großgrundbesitz            | 4. Wahlkreis Złoczów                           |                                                                       |
| Goetz-Okocimski Jan               | Großgrundbesitz            | 1. Wahlkreis Krakau                            |                                                                       |
| Gołuchowski Adam                  | Großgrundbesitz            | 5. Wahlkreis Czortków                          |                                                                       |
| Gorayski August                   | Städte                     | 19. Wahlkreis Sanok, Krosno                    |                                                                       |
| Górski Antoni                     | Landgemeinden              | 51. Wahlkreis Bochnia                          |                                                                       |
| Haempel Karol                     | Städte                     | 9. Wahlkreis Biała                             |                                                                       |
| Halban Alfred                     | Städte                     | 8. Wahlkreis Drohobycz                         |                                                                       |
| Hanczakowski Józef                | Landgemeinden              | 20. Wahlkreis Turka                            | starb 1912                                                            |
| Hauswald Edwin                    | Virilstimme                | Technische Akademie Lemberg                    | im Jahr 1913                                                          |
| Horodyski Kazimien                | Großgrundbesitz            | 5. Wahlkreis Czortków                          |                                                                       |
| Hupka Jan                         | Großgrundbesitz            | 6. Wahlkreis Tarnów                            |                                                                       |
| Jabłoński Stanisław               | Städte                     | 12. Wahlkreis Rzeszów                          |                                                                       |
| Jahl Władysław                    | Städte                     | 7. Wahlkreis Jaroslaw                          |                                                                       |
| Jampolski Kazimierz               | Landgemeinden              | 47. Wahlkreis Cieszanów                        |                                                                       |
| Jaszewski Błażej                  | Virilstimme                | Rektor der Universität Lemberg                 | in den Jahren 1910–1911                                               |
| Jaworski Władysław Leopold        | Großgrundbesitz            | 1. Wahlkreis Krakau                            |                                                                       |
| Jędrzejewicz Stanisław            | Großgrundbesitz            | 12. Wahlkreis Rzeszów                          |                                                                       |
| Jedynak Michał                    | Landgemeinden              | 69. Wahlkreis Ropczyce                         |                                                                       |
| Kędzior Antoni                    | Landgemeinden              | 70. Wahlkreis Miele                            |                                                                       |
| Kieski Jan                        | Städte                     | 15. Wahlkreis Kołomyja                         |                                                                       |
| Kiweluk Jan                       | Landgemeinden              | 10. Wahlkreis Husiatyn                         |                                                                       |
| Kochanowski Iwan                  | Landgemeinden              | 17. Wahlkreis Jaworów                          | folgte 1913 Jan Szeptycki nach                                        |
| Kolischer Henryk                  | Handels- und Gewerbekammer | Lemberg                                        |                                                                       |
| Kołpaczkiewicz Antoni             | Landgemeinden              | 48. Wahlkreis Rawa                             |                                                                       |
| Komorowski Stefan                 | Großgrundbesitz            | 9. Wahlkreis Sambor                            | am 6. Juni 1909 als Nachfolger von Tadeusz Skalkowski gewählt         |
| Konopka Jan                       | Großgrundbesitz            | 6. Wahlkreis Tarnów                            | 1910 als Nachfolger von Stefan Sękowski                               |
| Korol Michał                      | Landgemeinden              | 45. Wahlkreis Żółkiew                          |                                                                       |
| Korytowski Juliusz                | Großgrundbesitz            | 7. Wahlkreis Ternopil                          |                                                                       |
| Korytowski Witold                 | Städte                     | 10. Wahlkreis Nowy Sącz                        |                                                                       |
| Kostheim Klemens                  | Landgemeinden              | 60. Wahlkreis Nisko                            | schied vorzeitig aus                                                  |
| Kozłowski Włodzimierz             | Großgrundbesitz            | 3. Wahlkreis Przemyśl                          |                                                                       |
| Kraiński Konstanty                | Landgemeinden              | 46. Wahlkreis Sokal                            |                                                                       |
| Kraiński Wlodzimierz              | Großgrundbesitz            | 3. Wahlkreis Przemyśl                          |                                                                       |
| Krężel Adam                       | Landgemeinden              | 68. Wahlkreis Pilzno                           |                                                                       |
| Krynicki Bohdan                   | Landgemeinden              | 29. Wahlkreis Bohorodczany                     | starb 1913                                                            |
| Krysowaty Oleksa                  | Landgemeinden              | 39. Wahlkreis Zbaraż                           |                                                                       |
| Krzeczunowicz Aleksander          | Großgrundbesitz            | 2. Wahlkreis Brzeziny                          |                                                                       |
| Krzysztofowicz Mikołaj            | Großgrundbesitz            | 15. Wahlkreis Kolomyia                         |                                                                       |
| Kurowiec Jan                      | Landgemeinden              | 35. Wahlkreis Kałusz                           |                                                                       |
| Landau Ignacy                     | Städte                     | 2. Wahlkreis Krakau                            |                                                                       |
| Laskowski Kazimierz               | Großgrundbesitz            | 8. Wahlkreis Sanok                             |                                                                       |
| Łazarski Stanisław                | Landgemeinden              | 72. Wahlkreis Biala                            | folgte 1912 Stanisław Stojałowski nach                                |
| Leo Juliusz                       | Städte                     | 2. Wahlkreis Krakau                            |                                                                       |
| Lewakowski Zygmunt                | Landgemeinden              | 23. Wahlkreis Stary Sambor                     |                                                                       |
| Lewicki Konstanty                 | Landgemeinden              | 5. Wahlkreis Rohatyn                           |                                                                       |
| Loewenstein Natan                 | Städte                     | 1. Wahlkreis Lemberg                           |                                                                       |
| Lubomirski Andrzej                | Großgrundbesitz            | 10. Wahlkreis Żółkiew                          |                                                                       |
| Lubomirski Kazimierz              | Landgemeinden              | 73. Wahlkreis Myślenice                        |                                                                       |
| Maiss Ferdynand                   | Städte                     | 17. Wahlkreis Bochnia, Wadowice                |                                                                       |
| Makuch Jan                        | Landgemeinden              | 32. Wahlkreis Tłumacz                          |                                                                       |
| Mars Antoni                       | Virilstimme                | Rektor der Universität Lemberg                 | in den Jahren 1908–1909                                               |
| Mars Antoni                       | Großgrundbesitz            | 11. Wahlkreis Sadec                            | wurde am 23. April 1909 als Nachfolger Władysław Głębocki gewählt     |
| Marszałkowicz Jan                 | Landgemeinden              | 65. Wahlkreis Limanowa, Skrzydlna              |                                                                       |
| Maryewski Franciszek              | Städte                     | 16. Wahlkreis Podgórze, Wieliczka              |                                                                       |
| Męciński Józef                    | Großgrundbesitz            | 6. Wahlkreis Tarnów                            |                                                                       |
| Merunowicz Teofil                 | Landgemeinden              | 1. Wahlkreis Lemberg                           |                                                                       |
| Michałowski Emil                  | Städte                     | 5. Wahlkreis Tarnopol                          |                                                                       |
| Milewski Józef                    | Großgrundbesitz            | 1. Wahlkreis Krakau                            | vorzeitig ausgeschieden                                               |
| Misiński Marceli                  | Städte                     | 14. Wahlkreis Stryj                            | wurde 1913 zum Nachfolger von Władysław Dulęba gewählt                |
| Moysa-Rosochacki Stefan           | Landgemeinden              | 14. Wahlkreis Śniatyn                          |                                                                       |
| Mycielski Edward                  | Landgemeinden              | 50. Wahlkreis Chrzanów                         |                                                                       |
| Mycielski Stanisław               | Landgemeinden              | 4. Wahlkreis Bobrka                            | folgte 1912 Leon Pastor nach                                          |
| Myjak Wincenty                    | Landgemeinden              | 62. Wahlkreis Nowy Sącz, Grybów, Ciężkowice    |                                                                       |
| Neumann Józef                     | Städte                     | 1. Wahlkreis Lemberg                           | rückte 1913 für Stanisław Ciuchciński nach                            |
| Niementowski Stanisław            | Virilstimme                | Technische Akademie Lemberg                    | im Jahr 1908                                                          |
| Niezabitowski Stanisław           | Großgrundbesitz            | 9. Wahlkreis Sambor                            |                                                                       |
| Niżankowski Ostap                 | Landgemeinden              | 36. Wahlkreis Żurawno                          | folgte 1913 Kornel Senyk nach                                         |
| Obertyński Kazimierz              | Großgrundbesitz            | 10. Wahlkreis Żółkiew                          | vorzeitig ausgeschieden                                               |
| Obertyński Kazimierz              | Landgemeinden              | 41. Wahlkreis Złoczów                          | schied vorzeitig aus                                                  |
| Oleśnicki Eugeniusz               | Landgemeinden              | 33. Wahlkreis Stryj                            |                                                                       |
| Onyszkiewicz Mieczysław           | Großgrundbesitz            | 2. Wahlkreis Brzeziny                          |                                                                       |
| Pastor Leon                       | Städte                     | 18. Wahlkreis Gorlice, Jasio                   |                                                                       |
| Pawlewski Bronisław               | Virilstimme                | Technische Akademie Lemberg                    | im Jahr 1909                                                          |
| Paygert Kornel                    | Großgrundbesitz            | 5. Wahlkreis Czortków                          |                                                                       |
| Pelczar Józef Sebastian           | Virilstimme                | römisch-katholischer Bischof von Przemyśl      |                                                                       |
| Pilat Tadeusz                     | Großgrundbesitz            | 11. Wahlkreis Sadec                            |                                                                       |
| Piniński Leon                     | Landgemeinden              | 38. Wahlkreis Skałat                           |                                                                       |
| Potocki Roman                     | Landgemeinden              | 44. Wahlkreis Przemyslany                      |                                                                       |
| Ptak Franciszek                   | Landgemeinden              | 49. Wahlkreis Kraków                           |                                                                       |
| Puzyna Jan Kozielska              | Virilstimme                | römisch-katholischer Bischof von Krakau        | starb 8. September 1911                                               |
| Puzyna Leon                       | Großgrundbesitz            | 15. Wahlkreis Kolomyia                         | folgte Leszek Cieński nach                                            |
| Raciborski Aleksander             | Großgrundbesitz            | 4. Wahlkreis Złoczów                           | am 6. September 1909 als Nachfolger von Kazimierz Badeni gewählt      |
| Rayski Albin                      | Großgrundbesitz            | 9. Wahlkreis Sambor                            |                                                                       |
| Rittel Stanisław                  | Handels- und Gewerbekammer | Brody                                          |                                                                       |
| Rozankowski Teodor                | Landgemeinden              | 20. Wahlkreis Turka                            | folgte 1913 Józef Hanczakowski nach                                   |
| Rutowski Tadeusz                  | Städte                     | 1. Wahlkreis Lemberg                           |                                                                       |
| Sala Oktaw                        | Städte                     | 6. Wahlkreis Brody                             |                                                                       |
| Sandulak Iwan                     | Landgemeinden              | 31. Wahlkreis Nadwórna                         |                                                                       |
| Sapieha Adam                      | Virilstimme                | römisch-katholischer Bischof von Krakau        | ab 1912 als Nachfolger von Jan Kozielska Puzyna                       |
| Sapieha Paweł                     | Großgrundbesitz            | 10. Wahlkreis Żółkiew                          | ab 1913 als Nachfolger von Kazimierz Obertyński gewählt               |
| Sapieha Władysław                 | Landgemeinden              | 15. Wahlkreis Przemyśl                         |                                                                       |
| Sare Józef                        | Handels- und Gewerbekammer | Krakau                                         |                                                                       |
| Schätzel Stanisław                | Städte                     | 20. Wahlkreis Brzeżany, Złoczów                |                                                                       |
| Schnell Oskar                     | Großgrundbesitz            | 4. Wahlkreis Złoczów                           |                                                                       |
| Sękowski Stefan                   | Großgrundbesitz            | 6. Wahlkreis Tarnów                            | starb 1910                                                            |
| Senyk Kornel                      | Landgemeinden              | 36. Wahlkreis Żurawno                          | Mandatsverzicht im Jahr 1912                                          |
| Skalkowski Tadeusz                | Großgrundbesitz            | 9. Wahlkreis Sambor                            | starb 1909                                                            |
| Skarbek Aleksander                | Landgemeinden              | 22. Wahlkreis Rudki                            |                                                                       |
| Skolyszewski Wiktor               | Landgemeinden              | 53. Wahlkreis Wieliczka                        |                                                                       |
| Skrzyński Stefan                  | Großgrundbesitz            | 1. Wahlkreis Krakau                            | ab 1913 als Nachfolger von Józef Milewski                             |
| Skrzyński Zdzisław                | Landgemeinden              | 27. Wahlkreis Dubiecko                         |                                                                       |
| Skwarko Zachariasz                | Landgemeinden              | 18. Wahlkreis Mościska                         |                                                                       |
| Sobolewski Franciszek             | Städte                     | 13. Wahlkreis Sambor                           |                                                                       |
| Sodomora Michał                   | Landgemeinden              | 6. Wahlkreis Podhajce                          |                                                                       |
| Sozański Feliks                   | Landgemeinden              | 19. Wahlkreis Sambor                           |                                                                       |
| Stadnicki Stanisław               | Großgrundbesitz            | 13. Wahlkreis Stryj                            |                                                                       |
| Stapiński Jan                     | Landgemeinden              | 56. Wahlkreis Krosno                           |                                                                       |
| Staruch Antoni                    | Landgemeinden              | 25. Wahlkreis Lisko                            |                                                                       |
| Staruch Tymoteusz                 | Landgemeinden              | 3. Wahlkreis Brzeżany                          | schied vorzeitig aus                                                  |
| Starzyński Stanisław              | Großgrundbesitz            | 10. Wahlkreis Żółkiew                          |                                                                       |
| Stefczyk Franciszek               | Landgemeinden              | 54. Wahlkreis Jasło                            |                                                                       |
| Stojałowski Stanisław             | Landgemeinden              | 72. Wahlkreis Biala                            | starb am 23. Oktober 1911                                             |
| Styła Antoni                      | Landgemeinden              | 71. Wahlkreis Wadowice                         |                                                                       |
| Szajnocha Władysław               | Virilstimme                | Jagiellonen-Universität                        | im Jahr 1912                                                          |
| Szeptycki Andrzej Aleksander      | Virilstimme                | griechisch-katholischer Erzbischof von Lemberg |                                                                       |
| Szeptycki Jan                     | Landgemeinden              | 17. Wahlkreis Jaworów                          | starb 1912                                                            |
| Szwed Wojciech                    | Landgemeinden              | 74. Wahlkreis Żywiec                           |                                                                       |
| Tarnowski Stanilaw                | Virilstimme                | Polska Akademia Umiejętności                   |                                                                       |
| Tarnowski Zdzisław                | Landgemeinden              | 61. Wahlkreis Tyczyn, Strzyiów                 |                                                                       |
| Teodorowicz Antoni                | Landgemeinden              | 12. Wahlkreis Horodenka                        |                                                                       |
| Teodorowicz Józef                 | Virilstimme                | armenisch-katholischer Erzbischof von Lemberg  |                                                                       |
| Tertil Tadeusz                    | Städte                     | 11. Wahlkreis Tarnów                           |                                                                       |
| Thullie Maksymilian               | Virilstimme                | Technische Akademie Lemberg                    | im Jahr 1910                                                          |
| Tracz Jan                         | Landgemeinden              | 13. Wahlkreis Kosów                            |                                                                       |
| Trzecieski Jan                    | Großgrundbesitz            | 8. Wahlkreis Sanok                             | starb 1909                                                            |
| Tyszkiewicz Janusz                | Landgemeinden              | 58. Wahlkreis Kolbuszowa                       |                                                                       |
| Urbański Mieczysław               | Großgrundbesitz            | 8. Wahlkreis Sanok                             |                                                                       |
| Vivien de Chateaubrun Jan         | Großgrundbesitz            | 7. Wahlkreis Ternopil                          |                                                                       |
| Wałęga Leon                       | Virilstimme                | römisch-katholischer Bischof von Tarnów        |                                                                       |
| Wasung Jan                        | Landgemeinden              | 57. Wahlkreis Rzeszów                          |                                                                       |
| Weiser Henryk                     | Landgemeinden              | 41. Wahlkreis Złoczów                          | folgte 1910 Kazimierz Obertyński nach                                 |
| Wereszczyński Józef               | Großgrundbesitz            | 2. Wahlkreis Brzeziny                          |                                                                       |
| Winniczuk Łazan                   | Landgemeinden              | 28. Wahlkreis Stanisławów                      |                                                                       |
| Witkowski August                  | Virilstimme                | Jagiellonen-Universität                        | in den Jahren 1910–1911                                               |
| Witos Wincenty                    | Landgemeinden              | 66. Wahlkreis Tarnów                           |                                                                       |
| Wodzicki Antoni                   | Großgrundbesitz            | 1. Wahlkreis Krakau                            |                                                                       |
| Wrześniewski Tadeusz              | Landgemeinden              | 24. Wahlkreis Sanok                            |                                                                       |
| Zajaczuk-Myroniuk Michał          | Landgemeinden              | 11. Wahlkreis Kolomyja                         |                                                                       |
| Zaleski Wacław                    | Großgrundbesitz            | 1. Wahlkreis Krakau                            | ab 1912 als Nachfolger von Karol Czecz de Lindenwald                  |
| Zamoyski Franciszek               | Landgemeinden              | 21. Wahlkreis Drohobycz                        |                                                                       |
| Żardecki Bolesław                 | Landgemeinden              | 59. Wahlkreis Łańcut                           |                                                                       |